# ASPTT Paris Île-de-France
 (février 2021).
Si vous disposez d'ouvrages ou d'articles de référence ou si vous connaissez des sites web de qualité traitant du thème abordé ici, merci de compléter l'article en donnant les références utiles à sa vérifiabilité et en les liant à la section « Notes et références ».
L'ASPTT Paris Île-de-France est un club omnisports basé à Paris. Fondé en 1908 sous le nom d'ASPTT Paris, il s'agissait alors de la section parisienne de l'Association sportive des postes, télégraphes et téléphones et était alors réservée au personnel des PTT.

## Histoire
L'association a été créée en 1908 par de jeunes facteurs et télégraphistes. En 2001, un changement de politique sportive décidé par la Poste et France Télecom conduit impact le club et notamment sa section de football.
L'équipe féminine de basket-ball participe notamment au Championnat de France de première division lors de la saison 1952-1953.
À la suite de difficultés financières et de l'échec de la procédure de sauvegarde, la liquidation de l'ASPTT Paris IDF a été prononcée le 11 mai 2017 par le Tribunal de Grande Instance de Paris.
L'activité fitness dans les salles Ladoumègue, Brune, Charléty et Bercy a été reprise par un opérateur privé.
Cependant, 19 des 23 sections sportives de l'ASPTT Paris (badminton, volley-ball, randonnée pédestre et plongée exceptées) ont choisi de continuer leurs activités au sein de l’ASPTT Grand Paris, membre de la Fédération sportive des ASPTT.

## Palmarès

### Handball
- Vice-champion de France de Nationale II féminine en 1981[3] et 1983[4]

### Rugby à XV
- Vainqueur du Championnat de France de rugby à XV de 2e division en 1990[5],[6]
- Vainqueur du Championnat de France Juniors Reichel en 1933 face à l'Aviron Bayonnais
- Vainqueur du championnat ffse de 3 eme division 2021/2022
- Finaliste du championnat ffse de 2 eme division 2022/2023

## Membres notoires
Parmi l'ensemble des sportifs ayant évolué pour le club, on trouve :
- Michel Rousseau (natation) : JO 1968 et 1972, vice-champion du monde 1976
- Richard Virenque (cyclisme) : 7 fois meilleur grimpeur du Tour de France
- Robert Sainte-Rose (saut en hauteur) : JO 1964 et 1968, vice-champion d'Europe
- Jean Fayolle (athlétisme) : champion du Monde Cross Country 1965
- Jean-Louis Harel et Didier Faivre-Pierret (cyclisme) : médaille de bronze JO 1992, 100km Contre-la-montre
- Gilbert Pierrot (rugby) : 3 sélections en équipe de France (1914)
- Ludovic Valbon (rugby) : 5 sélections en équipe de France (2004-2007)
- Jonathan Danty (rugby) : 22 sélections en équipe de France (depuis 2016), Grand Chelem dans le Tournoi des Six Nations 2022
- Gheorghe Dinu (rugby) : 17 sélections en équipe de Roumanie (1990-1993)
- Jean-Baptiste Sathicq (rugby) : capitaine de l'équipe de Côte d'Ivoire à la Coupe du Monde 1995
- Octavian Morariu (rugby)  : 19 sélections avec l’équipe nationale de rugby de Roumanie (1981-1987), président de Rugby Europe
- Denis Cech (rugby)  : international A (2000), sélectionné avec les Barbarians britanniques (2004)
- Gia Rapava (rugby) : international géorgien
- Sadio Traoré (rugby) : international sénégalais
- André Hatchondo (rugby) : international France XIII, (1948-1949)
- Joseph Lapoterie (rugby) : international France XIII, (1964)

## Siège social
Le siège social de l'ASPTT Paris Île-de-France est situé au 8, rue Brillat-Savarin dans le 13e arrondissement de Paris.